# تاجنانت
تاجنانت مدينة وبلدية جزائرية عاصمة دائرة تاجنانت وتتبع إداريا ولاية ميلة.
تشتهر تاجنانت بسوق الجملة لبيع الملابس يوم الأحد والإثنين وكذلك سوق المواشي وقطع غيار السيارات والآلات المختلفة يوم الثلاثاء، كما تتوفر على سوق بيع السيارات يوم الجمعة، وهو معروف على مستوى الشرق الجزائري. تعدّ مدينة تاجنانت من بين أهم بلديات ولاية ميلة وذلك لحركتها التجارية النشطة والمزدهرة تحتل المرتبة الثالثة على مستوى ولاية ميلة من حيث الكثافة السكانية بعد شلغوم العيد في المرتبة الأولى ثم مدينة ميلة في المرتبة الثانية.

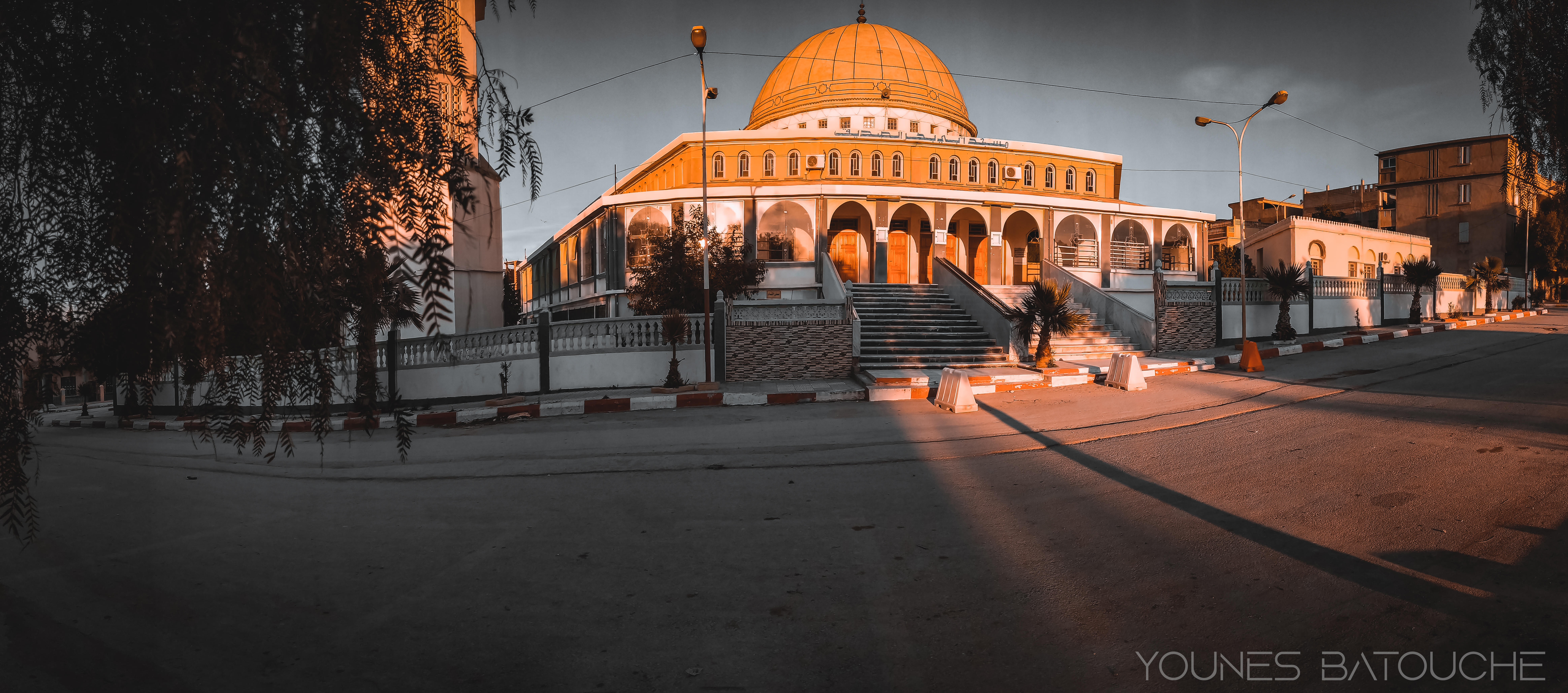
مسجد أبو بكر الصديق تاجنانت

## التاريخ
تم إنشاء قرية سان دونات الاستعمارية «تاجنانت حاليًا» في عام 1872 على أراضي بلدية وادي عثمانية على حافة وادي تاجنيت، على الطريق من الجزائر إلى قسنطينة، أصل التسمية ليس كما بشاع بين أبناء المدينة من قصص في أنها كانت (جنان زيتون)أو أن هناك (تاج لملكة اسمها نانت رومانية الأصل)بل هو من تاقنانت أو تاينانت وتعني الأرض المنبسطة، كونها تتربع على مساحة أراضي كلها مستوية.

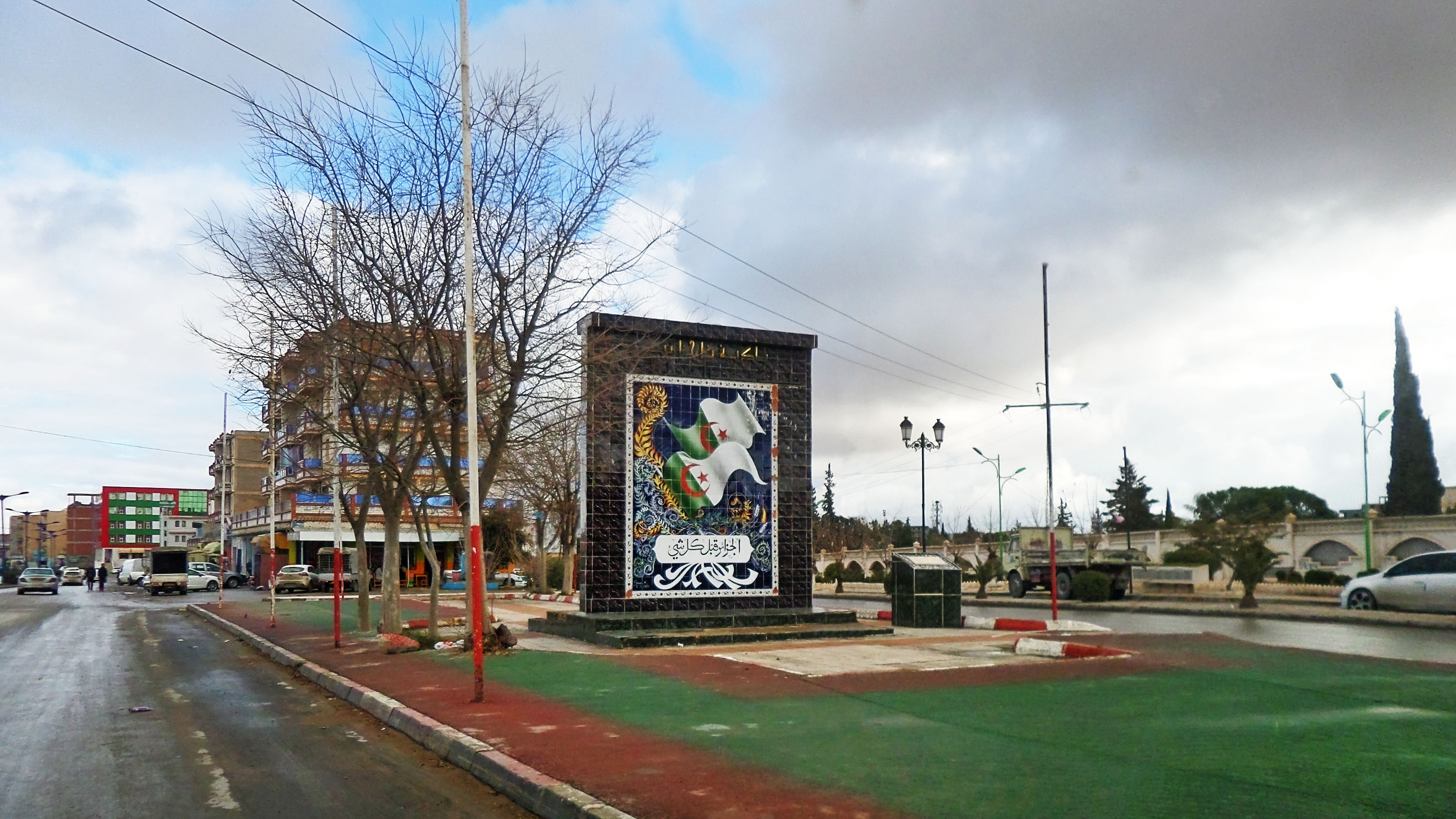

## حدود البلدية
تقع تاجنانت على بعد 75 كم جنوب غرب ميلة و18 كم من شلغوم العيد على الطريق السريع RN 5 الذي يربط الجزائر بقسنطينة. على ارتفاع 850 متر، يعبرها وادي الرمل من الغرب إلى الشرق. على بعد 10 كم جنوبًا، تقع غابة أولاد عبد النور على جبل روكبت عنك جمال. يقع على بعد 75 كم من قسنطينة، 96 كم من باتنة، 56 كم من سطيف وأخيرا 23 كم من مدينة العلمة، والمعروفة بسوق البيع بالجملة الذي يولد تدفقات تجارية كبيرة. تقع ولاية باتنة على بعد 20 كم في الجنوب.

## النمو السكاني
| 1884           | 1892            | 1897            | 1902            | 1987   | 1998   | 2008   |  | 2018    |
| 781 معمر فرنسي | 2561 معمر فرنسي | 6848 معمر فرنسي | 5317 معمر فرنسي | 30,237 | 43,151 | 63,536 |  | 120,000 |

## التجارة
تشتهر مدينة تاجنانت بتجارة الألبسة والأثواب، وهي تمثل مصدر حوالي 20% من الألبسة المستوردة في الجزائر، كما أنها ثاني مدينة تشتهر بالملابس بعد مدينة عين فكرون. وتعدّ أهم منطقة لتجارة الخشب تحتل 80% من الخشب المستورد حيث يتم تصنيعه وتحويله إلى أبواب ونوافذ وأثاث منزلي وكان يوجد ما لا يقل عن 2000 ورشة نجارة الأمر الذي جعلها المدينة الأكثر استهلاك لمادة الخشب المستورد في الجزائر، في حدود 2015 تم الرفع من مستوى وجودة الإنتاج بالاعتماد على تصنيع الأبواب والنوافذ البلاستيكية بمختلف المقاييس، كما تتوفر على مصانع كبرى لإنتاج المشروبات والبلاط والأجور والأحذية وغيرها كثير،  كما تتوفر على سوق بيع السيارات يوم الجمعة، وسوق بيع قطع الغيار المستعملة والمواشي يوم الثلاثاء، وأيضا سوق بيع الملابس يوم الإثنين.

## التعليم
تتوفر مدينة تاجنانت على ما يقارب 38 مؤسسة تربوية مقسمة كالتالي:
| ابتدائية | متوسطة | ثانوية                                                               |
| ابتدائية الأخوان بلخير-ابتدائية ملود فرعون - ابتدائية يحي أحمد- ابتدائية الأخوان قروج- ابتدائية الوئام- ابتدائية جمعون عيسى - ابتدائية حاليتيم رابح- ابتدائية الإخوة جاهلي- ابتدائية حملاوي الطيب- ابتدائية كرتلي عبد القادر- ابتدائية 11 سبتمبر-ابتدائية الطيب محمد-ابتدائية قوجيل الدراجي-ابتدائية قاسمي وريدة-ابتدائية عوري شاقر-ابتدائية مقدمي الصالح-ابتدائية قدور بن علي-ابتدائية قاسمية عمار-ابتدائية عرامة الهاشمي-ابتدائية عبد الحق بن حمودة-ابتدائية الطيب امحمد-ابتدائية رقيعي عياش-ابتدائية خطاط السعيد-ابتدائية جمال لعزيزي | - متوسطة الاخوة مزعاش - متوسطة بن عودة عمر - متوسطة معمر بليل متوسطة هلال بلقاسم – -متوسطة بلحي عمر -متوسطة شتيح عبد الحكيم متوسطة الاخوة عروج - -متوسطة علي بوخالفة -متوسطة ساسي محمد -متوسطة محمد عبده | - شهداء الصراف - مولود قاسم نايت بالقاسم - التكنيكوم - بن خاوة حمودي |

## مساجد

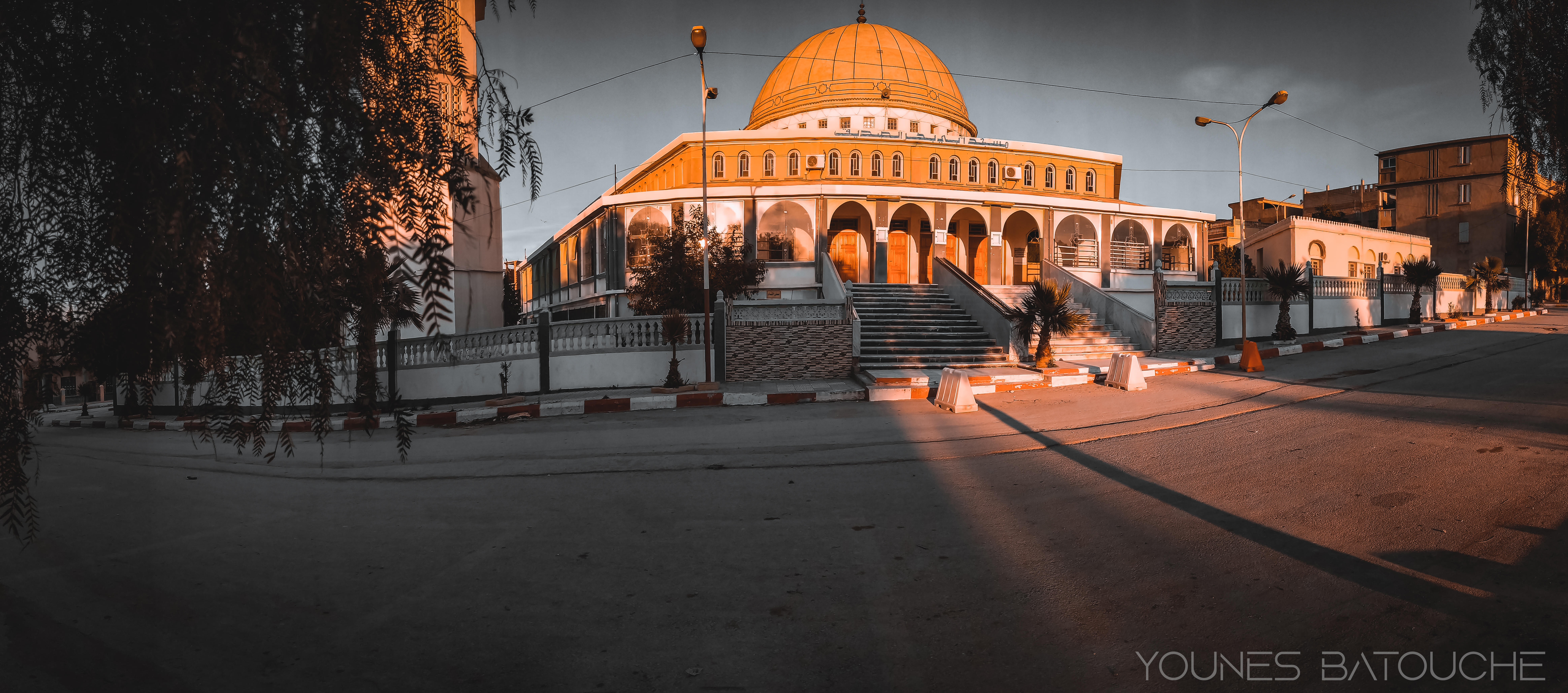
صورة لمسجد ابي بكر الصديق بتاجنانت

تتوفر مدينة تاجنانت على عدد كبير من المساجد مقارنة ببلديات ولاية ميلة نذكر منها:
مسجد أبو بكر الصديق، مسجد البشير الابراهيمي، مسجد التقوى، مسجد مالك بن أنس، مسجد السلطان، مسجد العتيق، مسجد الدالية، مسجد عبد الحميد بن باديس، مسجد صهيب الرومي، مسجد الأمير عبد القادر، مسجد الحاج الوناس(أقدم مسجد في البلدية)، مسجد أسامة بن زيد، مسجد الإمام مالك...إلخ
ملاحظة: أقدم ثاني مسجد في المغرب العربي موجود في ولاية ميلة وهو مسجد سيدي غانم للصحابي أبو المهاجر دينار بعد مسجد القيروان بتونس.

## الأثار
يخفى على كثير من سكان الدائرة الخريطة الأثرية التي تتميز بها الدائرة وتنتشر على مستوى بلديات الدائرة، في كل من مشتى الطين (ولاد سي علي) في المنطقة المسمات الخربة وأولاد بوزيد، ومشتى فيض نافع (ولاد عزيز) ، ودائرة بن يحي عبد الرحمان ضمن حدود مشتى واد كارب، كام نلاحظ وجود الكثير من الأثار المنتشرة في المشاتي كالأحواض التي تم استعمالها لسقي الأغنام، والكثير من العوارض المنتشرة في شوارع البلدية أمام المحلات والمنازل، والسديات-حجارة ضخمة تستعمل في بناء معاصر الزينون يكون طولها بين 80 سم و120 سم- الرومانية التي يعود عمرها لأكثر من 2000 سنة، والمتواجدة  بكل من حي412 مسكن النوامر المنطقة التجارية المعروفة زغوان، مكانها الأساسي المتحف الوطني، وقد وقفنا على أكثر من 5 مناطق جديدة لم يقف عليها المستشرق الفرنسي قزال في أطلسه.

## ينابيع
كانت مدينة تاجنانت مشهورة بمنبع مائي قديم جدا، يعرف (بالعين اللوطنية) بمخاذات الطريق الوطني رقم 05 في المنطقة المعروفة (بالمرجة)، والذي كان سبب في التظليل عن أصل التسمية الحقيقي والذي سبق وأشرنا إليه، أما المنابع الحالية النشطة إلى يومنا هذا وعلى حد علمنا لم نقف إلا على منبع واحد معروف بعين كارب بمشتى واد كارب، في بن يحي عبد الرحمان.

## الرياضة
تنشط في تاجنانت مجموعة من الأندية الرياضية منها:
دفاع تاجنانت هو نادي جزائري تأسس سنة 1971، مقره الرئيسي بمدينة تاجنانت ولاية ميلة نشط في الرابطة المحترفة الأولى الجزائرية.
النجم الرياضي تاجنانت للكراتي دو

## الجمعيات
تنشط في تاجنانت الكثير من الجمعيات الخيرية والثقافية، نذكر الجمعيات على الترتيب وفق النشاط الخير في الخفاء وفق تقييم شخصي مبني على مجموعة من الأساسيات، الأداء، الخدامات، المصداقية، العمل في الخفاء، والجدية في التنظيم.
نذكر منها:
- جمعية جسر الأمل.
- جمعية نور للأعمال الخيرية
- جمعية صناع البسمة.
- جمعية أصدقاء المريض.
- جمعية انوار الحق للمعاقين.
- جمعية بذرة خير.
- جمعية صناع الحياة.
- ...الخ

ملاحظة: جمعيات تحتاج دعم لمواصلة العمل الخيري، على الأقل بمقر عمل تستفيد منه الجمعية.

## الغابات
تزخر مدينة تاجنانت بشريط غابي مهم على حدود دائرة ولاد عزيز وسيدي مسعود والمنطقة السكانية المعروفة بالخطاطة، والمنطقة الزراعية المعروفة بالمعمرة، تجدر الإشارة إلى أننا سجلنا قطع عشوائي على مستوى الشريط الغابي في المنطقة الزراعية المعروفة بالمعمرة، كم سجلنا أيضا تلف لعدد كبير من أشجار البلوط إثر حريق على مستوى الشريط الغابي المحاذي للمنطقة السكانية ولاد سي علي.